# Linia kolejowa nr 965
Linia kolejowa nr 965 – drugorzędna, jednotorowa, zelektryfikowana linia kolejowa łącząca rozjazd 4. z rozjazdem 236. na stacji Gdańsk Port Północny.
Linia na odcinku 0,000 km – 3,499 km została ujęta w kompleksową i bazową towarową sieć transportową TEN-T.
Linia umożliwia obsługę stacji Gdańsk Kanał Kaszubski wraz z obecnymi tam bocznicami kolejowymi np. Gdańskie Zakłady Nawozów Fosforowych „FOSFORY” Sp. Z o.o., Stocznia Gdańsk S.A. Rejon Kanał Kaszubski czy Bocznica Zakłady Naprawcze Taboru Kolejowego i Miejskiego Sp. z o.o. 80-958 Gdańsk ul. Siennicka 25 przez pociągi towarowe jadące z kierunku Gdańska Olszynki, ale także przez te znajdujące się w głębi Gdańska Portu Północnego.
| kilometraż | kilometraż | pociągi pasażerskie                                   | autobusy szynowe i EZT                                | pociągi towarowe                                      |
| od         | do         | Tor nieparzysty (kierunek: Gdańsk Port Północny R236) | Tor nieparzysty (kierunek: Gdańsk Port Północny R236) | Tor nieparzysty (kierunek: Gdańsk Port Północny R236) |
| -0,008     | 0,239      | 60                                                    | 60                                                    | 60                                                    |
| 0,239      | 2,710      | 40                                                    | 40                                                    | 40                                                    |
| 2,710      | 3,499      | 30                                                    | 30                                                    | 30                                                    |